# 哈伯體積

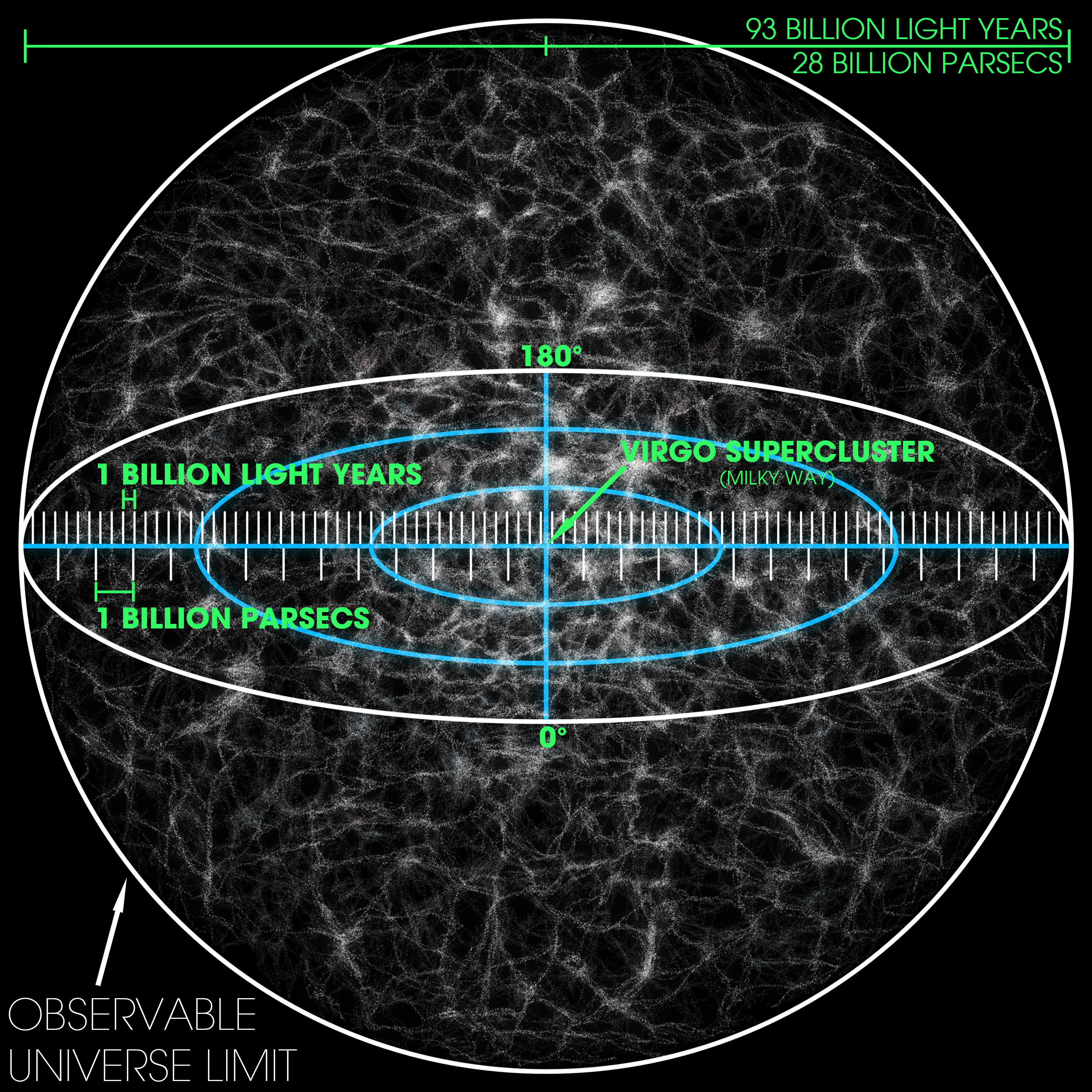
宇宙大尺度結構在三度空間視覺化的哈伯體積 （球）。在這個尺度中每一個細小的光點代表的都是超星系團。室女座超星系團－我們的星系的家－位於我們的哈伯體積的中心，但是在圖中實在是太小了，因而難以看見。

哈伯體積或哈伯球（英語： 或 ）是宇宙學中包圍觀測者的球區域，在哈伯球之外, 觀測者不能觀察到被退行速度超過光速之外的區域包圍的範圍。
哈伯球的同移半徑是{\displaystyle c/H_{0}}，此處的{\displaystyle c}是光速，{\displaystyle H_{0}}是哈伯常數。
更通俗的說，"哈伯體積"是可以是用於空間中體基的因次是{\displaystyle (c/H_{0})^{3}}的任何區域。
哈伯體積經常 (但是錯誤的) 被視為可觀測宇宙的同義詞，但是後者其實是大於哈伯體積的。哈伯體積為光爆因子中的最基本單位，為宇宙中10^10億分之一的體積，是10正2*10^11次方。

## 改變的宇宙膨脹
{\displaystyle c/H_{0}}的距離是所知的"哈伯長度"。在標準宇宙模型它等於139億光年，相似但較大於宇宙年齡的{\displaystyle c}倍。這是因為{\displaystyle 1/H_{0}}給出的宇宙年齡是回推的推論法，它假設自大爆炸以來每個星系的退行速度都是不變的。事實上，因為重力退行速度最初會減速，而現在由於暗能量而加速，所以{\displaystyle 1/H_{0}}只是近似於真實的年齡。

## 哈伯極限
哈伯體積的邊界是所知的「哈伯極限」（Hubble limit）。依據哈伯定律，位於哈伯極限的天體相對於地球上觀測者的平均同移速度是c。這是意味深長的，因為在哈伯參數是恆定的宇宙，目前在哈伯極限之外的天體所發出來的光，永遠不會被地球上的觀測者看見。但是，哈伯「常數」不是恆定的。在減速的弗里德曼宇宙，哈伯球膨脹的比宇宙快，它的邊界超越退行星系發出的光。在加速的宇宙，哈伯球膨脹的比宇宙慢，天體會移動到哈伯球的外面。所以哈伯球極限不需要定義宇宙論的視界（也就是說，正被邊界分離的事件有時可以看得見，或是其它的部分是永遠看不見），因為（取決於宇宙模型）在該天體剛超越哈伯極限的較早時間發射的光依然可以進入球的內部而被我們看見。如果，如同目前的觀測推斷出，膨脹的宇宙事實上是在加速中，則在稍後的時間，一些仍在哈伯極限內的天體將不會如現在一樣繼續被我們觀測到。

## 因果极限
空间中的每个任意点都被其哈勃体积包围。移动速度比光快并且存在于不同因果关系域中的点无法通信，除非它们被纠缠。另一方面，因果关系可以通过额外的中间区域，但这会增加噪声。如果空间中两个不同点之间有许多哈勃体积，则它们存在于同一宇宙中的可能性几乎恰好为零。

## 外部連結
- The Hubble Volume Simulations（页面存档备份，存于）